# Cyclocarya paliurus
Cyclocarya paliurus (Ringflügelnuss) ist eine Baumart aus der Familie der Walnussgewächse (Juglandaceae). Sie ist in China heimisch und der einzige Vertreter der Gattung Cyclocarya. 

## Merkmale
Cyclocarya paliurus ist ein bis 30 m hoher, laubwerfender Baum. Das Holz ist etwas ringporig. Die Zweige besitzen ein gekammertes Mark. Die endständigen Knospen sind länglich und nackt. 
Die Blätter sind 20 bis 25 cm lang, unpaarig gefiedert und haben einen 2,5 bis 5 cm langen Blattstiel. Die Blätter sind behaart, seltener verkahlend, die Rhachis ist behaart. Das Blatt besteht aus 7 bis 9 (selten 5 bis 11) Fiederblättchen. Die seitlichen Fiederblättchen sind sitzend oder maximal 2 mm lang gestielt. Ihre Spreite ist elliptisch-oval bis breit lanzettlich, 5 bis 14 cm lang und 2 bis 6 cm breit. Die Unterseite ist entlang der Mittelrippe und den Seitenrippen nächster Ordnung behaart. Die Blättchenbasis ist asymmetrisch, breit keilförmig bis gerundet, die Spitze stumpf bis zugespitzt. Das endständige Fiederblättchen ist 1 bis 15 mm lang gestielt. 
Die Pflanzen sind monözisch. Die Blütenstände sind hängend. Männliche und weibliche Blütenstände stehen separat. Die männlichen Ähren stehen in Gruppen von 3 bis 5 seitlich an älteren Ästen. Ihre Blüten besitzen ein nichtgelapptes Tragblatt, zwei Brakteolen und bestehen aus zwei Kelchblättern und 20 bis 31 Staubblättern. Die Antheren sind behaart. Die Pollenkörner besitzen 3 bis 5 Keimporen. Die weiblichen Ähren stehen einzeln an diesjährigen Trieben. Ihre Blüten besitzen ein kleines, nichtgelapptes Vorblatt, das mit den Brakteolen verwachsen ist. Die zwei Brakteolen sind selbst wieder mit dem Fruchtknoten verwachsen. Die vier Kelchblätter sind zum Teil verwachsen, an der Spitze frei. Die Narben sind zweilappig. Die Bestäubung erfolgt durch Wind (Anemophilie). Blütezeit ist Mai und Juni.
Der Fruchtstand ist 25 bis 30 cm lang und hängend, die Achse ist kahl oder behaart. Die kleinen Nüsse sind kugelig und etwas abgeflacht und rund 7 mm groß. Sie haben einen kreisförmigen bis ovalen, ledrigen Flügel von 2,5 bis 6 cm Durchmesser. Die Nuss ist an der Basis zwei- bis vierfächrig. Die Früchte reifen zwischen Juli und September.

## Verbreitung
Cyclocarya paliurus kommt im Osten der Volksrepublik China und auf Taiwan vor. Sie wächst in feuchten Bergwäldern in 400 bis 2500 m Seehöhe. 

## Systematik
Cyclocarya paliurus wurde in der Vergangenheit der Gattung Pterocarya zugeordnet als Pterocarya paliurus und hier in eine eigene Sektion oder Untergattung gestellt. Iljinskaya hat sie 1953 aufgrund von morphologischen Merkmalen erstmals als eigene Gattung vorgeschlagen. Dieser Vorschlag wurde lange abgelehnt. In der Analyse von Manos und Stone bildete die Art die Schwestergruppe zu den übrigen Vertretern von Pterocarya, bildet also eine eigene Klade. Dies zusammen mit einigen Merkmalen wie der in der Familie einzigartigen Chromosomenzahl von 2n = 56 führte zur Anerkennung als eigene Gattung durch Lu et al. wie auch durch Manos und Stone. Sie bildet mit Pterocarya und Juglans die Subtribus Juglandinae.

## Belege
- Anmin Lu, Donald E. Stone & L. J. Grauke: Juglandaceae, in: Flora of China, Band 4, 1999, S. 277–285. Science Press, Beijing und Missouri Botanical Garden Press, St. Louis. (pdf, 153 kB)
- Wayne E. Manning: The Classification within the Juglandaceae. Annals of the Missouri Botanical Garden, Band 65, 1978, S. 1058–1087.
- Paul S. Manos, Donald E. Stone: Evolution, Phylogeny, and Systematics of the Juglandaceae. Annals of the Missouri Botanical Garden, Band 88, 2001, S. 231–269.

## Einzelbelege
1. ↑  Jonas Frei: Die Walnuss. Alle in Mitteleuropa kultivierten Arten. Botanik, Geschichte, Kultur. Aarau und München 2019, S. 178.